# Nguyễn Minh Hà (đại biểu Quốc hội)
Nguyễn Minh Hà (sinh 1957) là đại biểu Quốc hội Việt Nam khóa 12, thuộc đoàn đại biểu Hà Nội.